# Gastrodia arunachalensis
Gastrodia arunachalensis är en orkidéart som beskrevs av Sridhar Narayan Hegde och A.Nageswara Rao. Gastrodia arunachalensis ingår i släktet Gastrodia och familjen orkidéer.
Artens utbredningsområde är Arunachal Pradesh. Inga underarter finns listade i Catalogue of Life.